# 5月2日
5月2日は、グレゴリオ暦で年始から122日目（閏年では123日目）にあたり、年末まではあと243日ある。

## できごと

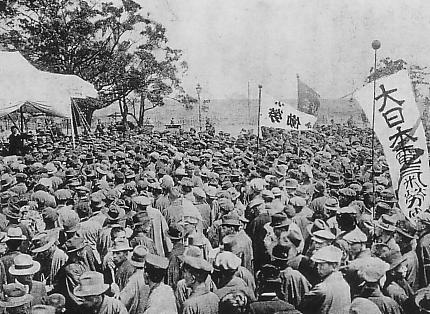
日本の第1回メーデー開催(1920)

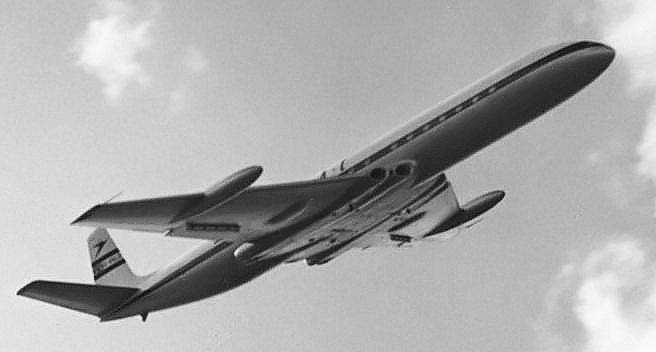
世界初のジェット旅客機コメット、イギリスで就航(1952)

- 1164年（長寛2年4月10日） - 平清盛の三女平盛子が関白藤原基実の妻となり、北政所を称する。
- 1536年 - イングランド王ヘンリー8世の2番目の王妃アン・ブーリンが反逆罪・不義密通の容疑で逮捕。同月19日に処刑。
- 1808年 - スペイン独立戦争：スペインのマドリードで市民がフランスの占領に対し暴動。フランス軍が1,500人の市民を射殺。
- 1864年（元治元年3月27日） - 天狗党の乱。筑波山で藤田小四郎ら62名が蜂起。
- 1875年 - 東京と横浜で郵便貯金業務を開始。
- 1885年 - ベルギー国王レオポルド2世がコンゴ自由国を設立。
- 1889年 - イタリアとエチオピア帝国が、エチオピアを事実上保護国化する内容のウッチャリ条約（Treaty of Wuchale）に調印。
- 1896年 - ブダペスト地下鉄初の区間が開通。
- 1904年 - 土佐電気鉄道（現在のとさでん交通）本町線・堀詰〜乗出（現在のグランド通）間、潮江線・梅ノ辻〜桟橋（現在の桟橋車庫前）間で開業。
- 1906年 - 「医師法」改正。医師の開業許可制が免許制となる。
- 1906年 - 「歯科医師法」公布。
- 1916年 - アメリカ海軍の戦艦「オクラホマ」が就役。
- 1920年 - 上野公園で第1回メーデー開催、5,000人が参加。
- 1933年 - 強制的同一化: ナチスが労働組合を禁止。
- 1945年 - 第二次世界大戦・ベルリンの戦い: 赤軍が総統官邸を占領。
- 1945年 - 第二次世界大戦: イタリア戦線の枢軸軍が連合軍に降伏。
- 1947年 - 翌日の日本国憲法施行に伴い、この日限りで枢密院が廃止される。
- 1947年 - 外国人登録令公布・施行。大日本帝国憲法下で公布された最後の勅令。
- 1948年 - 同年4月28日施行の夏時刻法に基づき、日本で初めてのサマータイム（夏時間）を実施。
- 1948年 - 講道館で第1回全日本柔道選手権大会開催[1]。
- 1949年 - 「国民金融公庫法」公布。
- 1950年 - 「放送法」「電波法」「電波監理委員会設置法」の電波三法を公布。
- 1950年 - 戦前に海軍省が埋め立てて造成した勝島に、大井競馬場が開場。
- 1951年 - 大阪少年鑑別所で収容者が寮に放火。少年31人が集団逃走[2]。
- 1952年 - イギリスで世界初のジェット旅客機「コメット」が就航。
- 1953年 - 英国海外航空783便墜落事故起こる。
- 1958年 - 長崎国旗事件が起こる。
- 1958年 - 大韓民国（第一共和国時代）で第4代総選挙が行なわれる。
- 1964年 - 世界14番目の高峰・シシャパンマが中国の許競により初登頂。
- 1969年 - クルーズ客船「クイーン・エリザベス2」が処女航海。
- 1975年 - 高知県土佐清水市に高知県立足摺海洋館が開業。
- 1986年 - 世界ラリー選手権ツール・ド・コルスにおいて、ヘンリ・トイヴォネン/セルジオ・クレスト（英語版）組が事故死。これにより同選手権におけるグループB規格が廃止になる。
- 1989年 - ハンガリーがオーストリアとの国境の鉄条網の撤去を開始。「鉄のカーテン」に穴が開けられる。
- 1991年 - 地価税法公布。1992年1月施行。
- 1995年 - 野茂英雄がメジャーリーグ初登板。
- 1997年 - 労働党のトニー・ブレアがイギリスの73代首相に就任。
- 2007年 - 読売ジャイアンツが日本プロ野球球団初の通算5,000勝達成。
- 2008年 - サイクロン・ナルギスがミャンマーに上陸。死者・行方不明者約14万人の甚大な被害をもたらす。
- 2010年 - 石川遼が中日クラウンズ最終日に主要世界男子プロゴルフツアー18ホール最少となる58ストロークを達成。
- 2011年 - ウサーマ・ビン・ラーディンの殺害: パキスタン郊外のアボッタバードにて米軍が銃撃戦を展開。国際テロ組織アルカイダの指導者ウサーマ・ビン・ラーディンが死亡。
- 2014年 - アフガニスタンで大規模な地滑りが発生し、12万人が被災[3]。
- 2014年 - 5月2日から4日にかけて「SP-1」が試験飛行を行い、日本初となる有人ソーラープレーンの飛行に成功した[4]。
- 2015年 - アメリカでボクシングの一戦、フロイド・メイウェザー・ジュニア 対 マニー・パッキャオの試合が行われる[5]。
- 2018年 - 「バスク祖国と自由」が解散を宣言[6]。
- 2021年 - 宇宙航空研究開発機構（JAXA）の野口聡一宇宙飛行士が、約半年滞在した国際宇宙ステーション（ISS）から、米スペースＸ社の宇宙船クルードラゴンで帰還[7]。ISS滞在日数は335日間となり、日本人最長記録を更新した[8]。

## 誕生日

### 人物

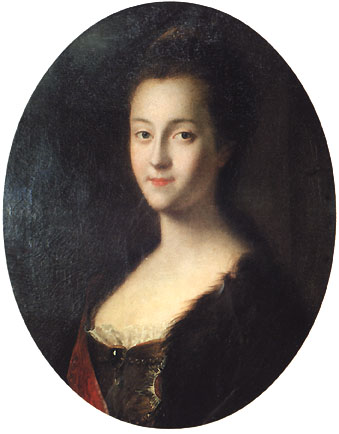
ロシア皇帝、エカチェリーナ2世(1729-1796)誕生。夫ピョートル3世をクーデターで追放し女帝となる

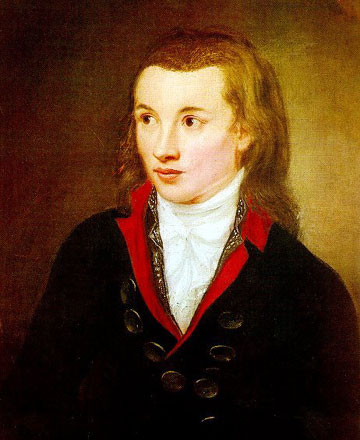
ロマン主義詩人ノヴァーリス(1772-1801)誕生。

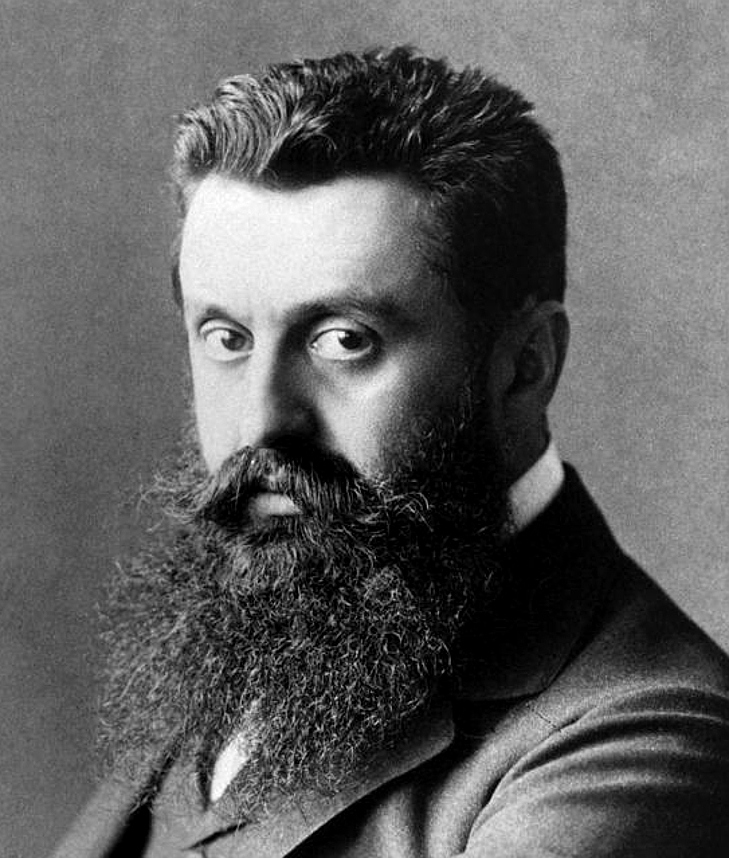
シオニズム運動を起こした一人、テオドール・ヘルツル(1860-1904)誕生。

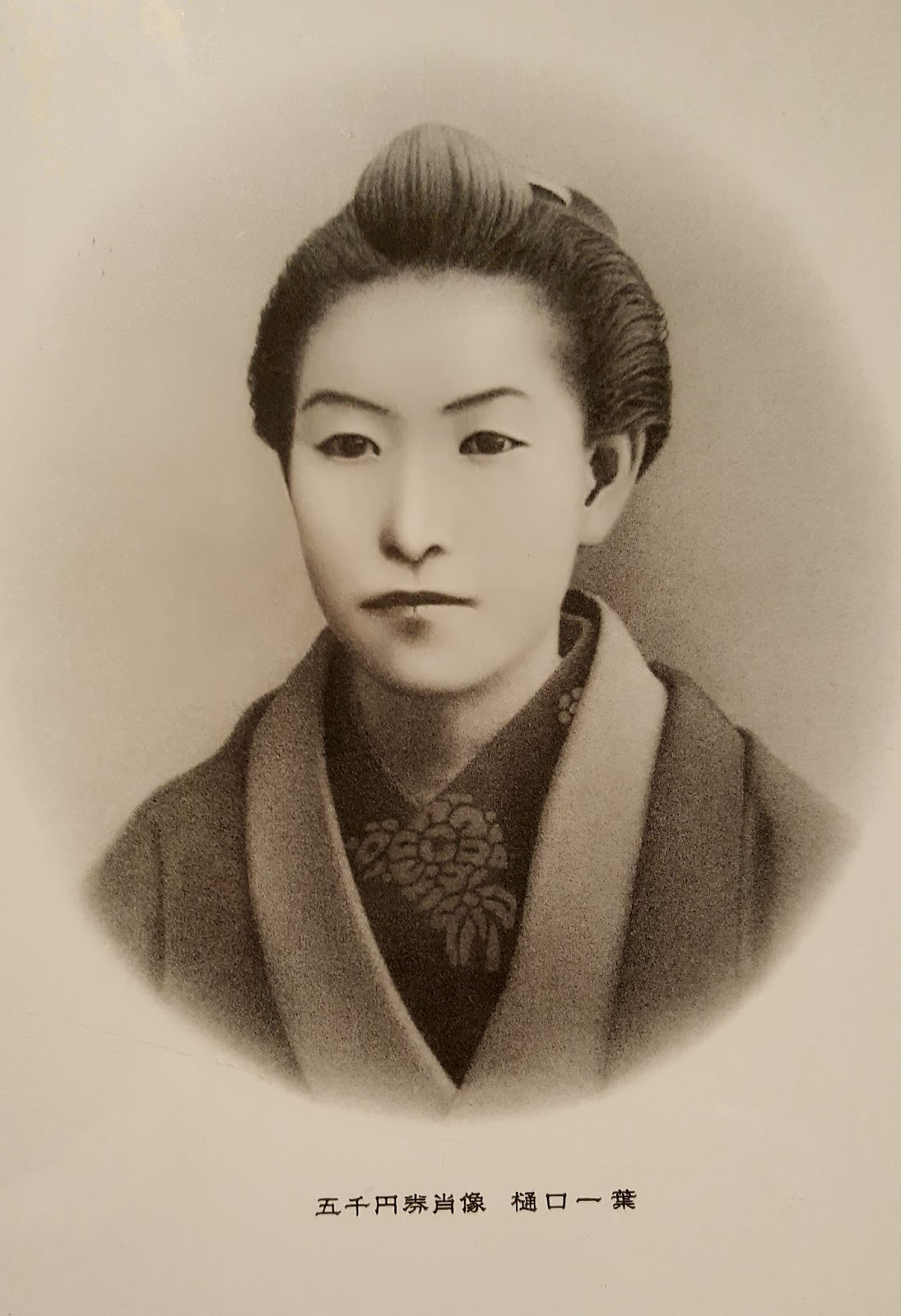
小説家、樋口一葉(1872-1896)誕生。

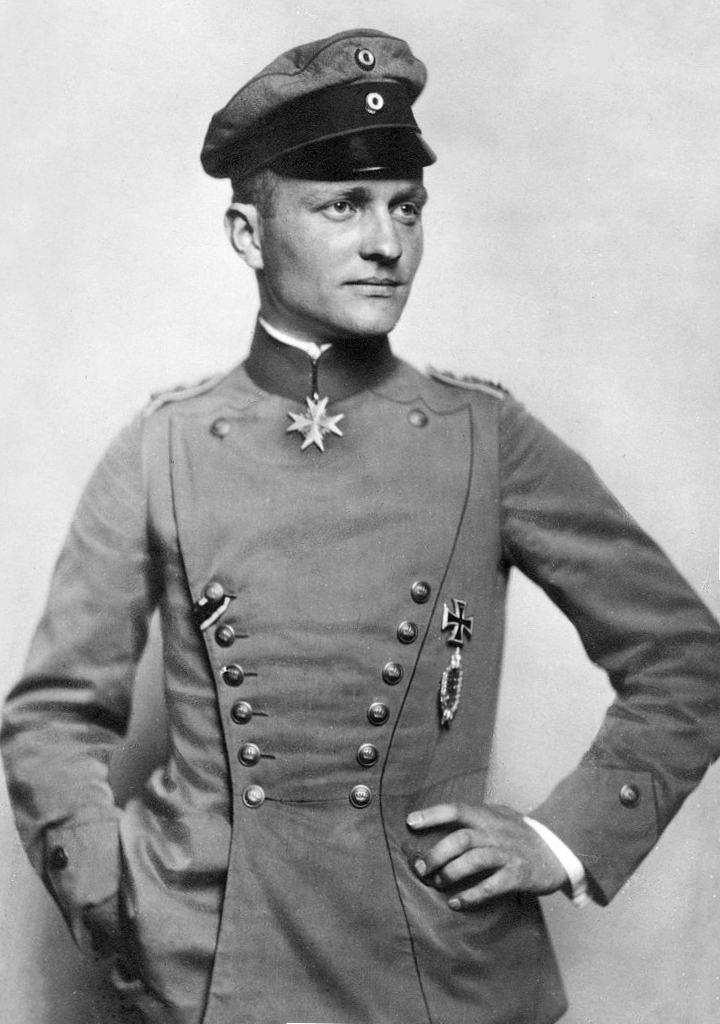
第一次世界大戦時のドイツのエース・パイロット、「レッドバロン」ことマンフレート・フォン・リヒトホーフェン(1892-1918)誕生。

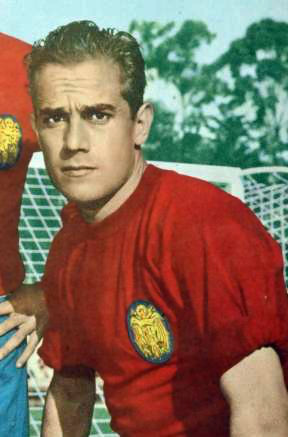
スペインの選手として初めてバロンドールに選出されたサッカー選手、指導者ルイス・スアレス・ミラモンテス(1935-2023)誕生。

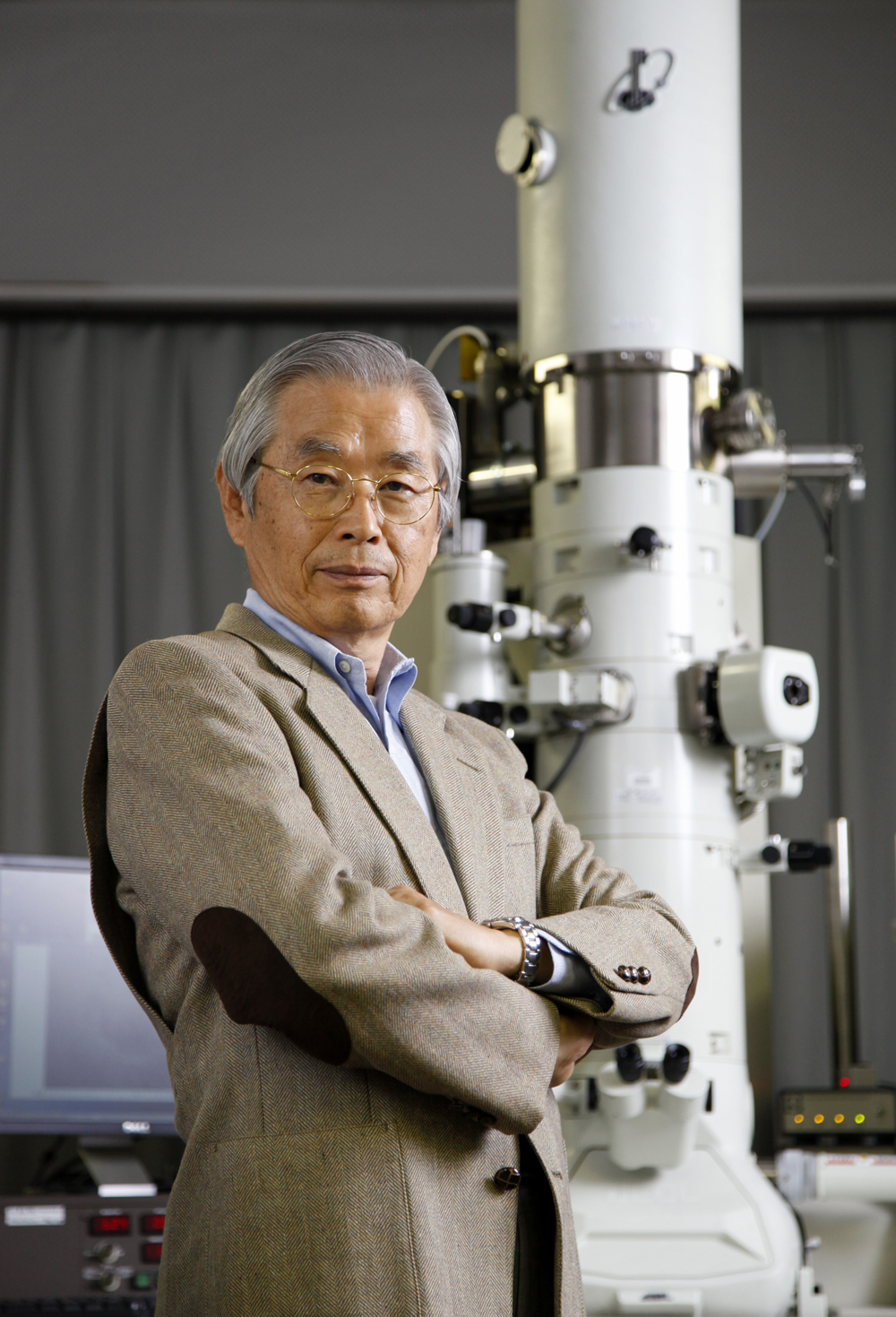
カーボンナノチューブを発見した物理学者・化学者飯島澄男(1939-)誕生。

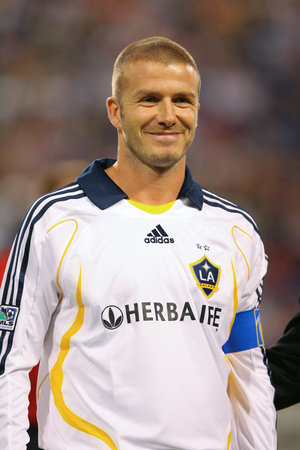
サッカー選手、デビッド・ベッカム(1975-)

- 1360年（至正20年4月17日） - 永楽帝、明の第3代皇帝（+ 1424年）
- 1601年 - アタナシウス・キルヒャー、学者、イエズス会司祭（+ 1680年）
- 1660年 - アレッサンドロ・スカルラッティ、作曲家（+ 1725年）
- 1661年（万治4年4月4日） - 上島鬼貫、俳諧師（+ 1738年）
- 1708年（宝永5年3月12日） - 湯浅常山、儒学者（+ 1781年）
- 1710年（宝永7年4月4日） - 三宅康高、田原藩主（+ 1791年）
- 1729年 - エカチェリーナ2世、第8代ロシア皇帝（+ 1796年）
- 1737年 - ウィリアム・ペティ、政治家、イギリス首相（+ 1805年）
- 1738年（元文3年3月14日） - 松平朝矩、姫路藩主・前橋藩主・川越藩主（+ 1768年）
- 1754年 - ビセンテ・マルティーン・イ・ソレル、作曲家（+ 1806年）
- 1772年 - ノヴァーリス、小説家（+ 1801年）
- 1843年 - カール・ミヒャエル・ツィーラー、作曲家（+ 1922年）
- 1856年（安政3年3月28日） - 高橋順太郎、薬学者、東京帝国大学医科大学初代薬物学教授（+ 1920年）
- 1859年 - ジェローム・K・ジェローム、作家（+ 1927年）
- 1860年 - テオドール・ヘルツル、シオニスト（+ 1904年）
- 1868年 - ロバート・ウィリアム・ウッド、物理学者（+ 1955年）
- 1868年（慶応4年/明治元年4月10日）- 矢澤米三郎、博物学者、教育者、ライチョウ研究者（+ 1942年）
- 1871年（明治4年3月13日） - 小田省吾、歴史学者（+ 1953年）
- 1872年（明治5年3月25日） - 樋口一葉、小説家、歌人（+ 1896年）
- 1881年 - アレクサンドル・ケレンスキー、革命家、政治家（+ 1970年）
- 1886年 - ゴットフリート・ベン、詩人（+ 1956年）
- 1887年 - エディ・コリンズ、元プロ野球選手（+ 1951年）
- 1890年 - E・E・スミス、SF作家（+ 1965年）
- 1892年 - マンフレート・フォン・リヒトホーフェン、軍人（+ 1918年）
- 1892年 - 下川凹天、漫画家（+ 1973年）
- 1895年 - ヴィルム・ホーゼンフェルト、教育者、軍人（+ 1952年）
- 1896年 - 松浦周太郎、政治家（+ 1980年）
- 1901年 - 都千代、スーパーセンテナリアン（+ 2018年）
- 1903年 - ベンジャミン・スポック、小児科医（+ 1998年）
- 1907年 - 鹿島俊雄、政治家（+ 1995年）
- 1912年 - 細田吉蔵、政治家（+ 2007年）
- 1914年 - 宮嶋巌、スキージャンプ選手（+ 2005年）
- 1918年 - 矢内原伊作、哲学者、評論家（+ 1989年）
- 1920年 - 山下肇、ドイツ文学者（+ 2008年）
- 1921年 - サタジット・レイ、映画監督、小説家（+ 1992年）
- 1922年 - 久慈あさみ、女優、歌手（+ 1996年）
- 1923年 - パトリック・ヒラリー、政治家、アイルランド大統領（+ 2008年）
- 1925年 - 松井淳、元プロ野球選手
- 1925年 - 加藤一郎、ロボット工学者（+ 1994年）
- 1928年 - ホルスト・シュタイン、指揮者（+ 2008年）
- 1928年 - ジグミ・ドルジ・ワンチュク、ブータン国王（+ 1972年）
- 1930年 - 寺川昭二、元プロ野球選手
- 1932年 - 木村三津子、女優
- 1934年 - 伊藤忠治、政治家（+ 2013年）
- 1935年 - 拝藤宣雄、元プロ野球選手
- 1935年 - ルイス・スアレス・ミラモンテス、サッカー選手（+ 2023年）
- 1935年 - ファイサル2世、最後のイラク国王（+ 1958年）
- 1936年 - マイケル・レビン、ヴァイオリニスト（+ 1972年）
- 1937年 - 大倉舜二、写真家（+ 2015年）
- 1937年 - 井洋雄、元プロ野球選手
- 1939年 - 飯島澄男、物理学者、化学者
- 1939年 - なべおさみ、コメディアン
- 1939年 - 野村万之介、狂言師（+ 2010年）
- 1939年 - 横地由松、元プロ野球選手（+ 2007年）
- 1939年 - 伊藤守、元プロ野球選手
- 1940年 - 伯壬旭、株式会社シリウス代表取締役会長
- 1940年 - 出口典雄、演出家（+ 2020年）
- 1942年 - ジャック・ロゲ、国際オリンピック委員会会長（+ 2021年）
- 1943年 - 祖父江義明、天文学者
- 1943年 - マンフレート・シュネルドルファー、フィギュアスケート選手
- 1945年 - 佐藤玖光、元プロ野球選手
- 1946年 - デヴィッド・スーシェ、俳優
- 1947年 - ジェームズ・ダイソン、工学デザイナー、ダイソン社創業者
- 1947年 - 岸勝之、元プロ野球選手
- 1948年 - 鮎川誠、ミュージシャン（+ 2023年）
- 1949年 - 鈴木久美江、元走り幅跳び選手
- 1949年 - ズデンコ・ベルデニック、サッカーコーチ、監督
- 1949年 - 柴崎勇、調教師、騎手（+ 2013年）
- 1950年 - 永尾泰憲、元プロ野球選手
- 1950年 - 藤本房子、歌手
- 1950年 - ルー・グラム、ミュージシャン（フォーリナー)
- 1951年 - 麻田マモル、歌手、ミュージカル俳優
- 1951年 - 峰あつ子、声優
- 1951年 - 鍛治舎巧、元野球選手、高校野球指導者
- 1952年 - 夏木マリ、女優、歌手
- 1952年 - 平原まこと、ミュージシャン（+2021年）
- 1952年 - クリストファー・ドイル、映画撮影監督
- 1953年 - ヴァレリー・ゲルギエフ、指揮者
- 1953年 - 佐々木信行、元プロ野球選手
- 1954年 - 新田一郎、ミュージシャン
- 1954年 - 平野達男、政治家
- 1955年 - ドナテラ・ヴェルサーチ、ファッションデザイナー
- 1956年 - 鈴木茂樹、実業家
- 1958年 - 秋元康、放送作家、作詞家、タレント
- 1958年 - 千田裕之、歌手、シンガーソングライター、音楽プロデューサー
- 1959年 - 関口誠人、ミュージシャン
- 1959年 - 末宗徹郎、自治・総務官僚
- 1960年 - 笑福亭鶴笑、落語家
- 1960年 - 鈴木由希子、競馬評論家
- 1960年 - 吉田賢、アナウンサー
- 1961年 - 飯塚俊太郎、俳優、お笑い芸人
- 1961年 - 橋本昌哉、ゲームクリエイター
- 1961年 - スティーブン・ダルドリー、映画監督
- 1961年 - 山崎章弘、元プロ野球選手
- 1963年 - 小川真司、映画プロデューサー
- 1963年 - 保坂伸、経済産業官僚
- 1963年 - レイ・トレイラー（ビッグ・ブーバー）、プロレスラー（+ 2004年）
- 1964年 - 河合克敏[9]、漫画家
- 1965年 - 片桐聡、財務官僚
- 1965年 - 中尾耕二、建築家
- 1965年 - 本田恭章、ミュージシャン、俳優
- 1965年 - ディック・フライ、総合格闘家
- 1965年 - フェリックス・ホセ、元プロ野球選手
- 1967年 - 右門青寿、俳優
- 1967年 - 大川七瀬、漫画家、脚本家（CLAMP）
- 1967年 - 影山正美、レーサー
- 1967年 - 小牧雄一、元プロ野球選手
- 1967年 - 鈴木望、元プロ野球選手
- 1968年 - 笛吹雅子、ニュースキャスター、アナウンサー
- 1968年 - 種浦マサオ、歌手
- 1968年 - 緑川光[10]、声優
- 1968年 - 松本夏実、漫画家
- 1968年 - 菊田洋之、漫画家
- 1968年 - 高橋芳文、実業家、経営コンサルタント
- 1968年 - 西川哲、ゴルファー
- 1968年 - 水尾嘉孝、元プロ野球選手
- 1970年 - 佐藤直紀、作曲家
- 1970年 - 荒川友康、サッカー指導者
- 1970年 - 大槻竜也、バレーボール指導者
- 1970年 - 後閑信一、元競輪選手
- 1970年 - ジョー・クロフォード、元プロ野球選手
- 1970年 - グレン・ユングストローム、ミュージシャン
- 1971年 - 藪木健太郎、テレビプロデューサー
- 1971年 - 武蔵丸光洋、大相撲第67代横綱、年寄15代武蔵川
- 1971年 - 橋川和晃、元サッカー選手、指導者
- 1972年 - 野村祐人、俳優
- 1972年 - 堀込泰行、ミュージシャン（キリンジ）
- 1972年 - 寺前正雄、元プロ野球選手
- 1972年 - 岩本輝雄、元サッカー選手
- 1972年 - ドウェイン・ジョンソン、プロレスラー、俳優
- 1973年 - 高須賀由枝、漫画家
- 1973年 - フロリアン・ヘンケル・フォン・ドナースマルク、映画監督
- 1974年 - イオリッツ・メンディザバル、騎手
- 1974年 - 張震嶽、シンガーソングライター
- 1975年 - デビッド・ベッカム[11]、サッカー選手
- 1976年 - 山村宏樹、元プロ野球選手
- 1977年 - 大楠雄蔵、ミュージシャン
- 1977年 - 黒部三奈、総合格闘家
- 1978年 - 吉川仁士、映画監督
- 1978年 - 石橋林太郎、政治家
- 1978年 - 沖田優、サッカー指導者
- 1978年 - 宇野雅美、元プロ野球選手
- 1980年 - 上重聡、アナウンサー
- 1980年 - 城山未帆、タレント
- 1980年 - 押谷芽衣[12]、声優
- 1980年 - 佐々木信治、総合格闘家
- 1980年 - 三宅敬、元ラグビー選手
- 1980年 - 和田雄三、元サッカー選手
- 1980年 - エリー・ケンパー、女優
- 1980年 - トロイ・マーフィー、バスケットボール選手
- 1980年 - クリス・パボーネ、プロレスラー
- 1980年 - ピエール・ルク・ギャノン、プロスケートボーダー
- 1980年 - ザット・ナイト、サッカー選手
- 1980年 - ティム・ボロウスキ、元サッカー選手
- 1981年 - 斉藤舞子、アナウンサー
- 1981年 - 佐藤利奈、声優
- 1981年 - ティアゴ・メンデス、元サッカー選手
- 1981年 - クリス・カークランド、元サッカー選手
- 1982年 - 森絵里香、ファッションモデル
- 1983年 - ToMix、タレント、ミュージシャン
- 1983年 - 相田周二、お笑いタレント（三四郎）
- 1983年 - 春見朔子、小説家
- 1983年 - 榎本哲也、元サッカー選手
- 1984年 - KSK、ミュージシャン（Agitato）
- 1984年 - 福井慶仁、アナウンサー
- 1985年 - 立田恭三、アナウンサー
- 1985年 - 實川純一、騎手
- 1985年 - リリー・アレン、歌手
- 1985年 - サラ・ヒューズ、フィギュアスケート選手
- 1985年 - 赤井秀行、元サッカー選手
- 1985年 - 溝口絵里加、元体操選手
- 1986年 - 内山眞人、俳優
- 1986年 - リュウジ、料理研究家、Youtuber
- 1986年 - 相川将、自転車選手
- 1986年 - 鈴木豊、バスケットボール選手
- 1986年 - クリスティン・ヴィツォレク、フィギュアスケート選手
- 1987年 - 北出菜奈、ロック歌手
- 1987年 - 酒主義久、アナウンサー
- 1987年 - マイケル・オルムステッド、プロ野球選手
- 1987年 - 上原美優、グラビアアイドル、タレント（+ 2011年）
- 1988年 - 岡本果奈美、タレント、元グラビアアイドル
- 1988年 - Pile、声優、歌手（μ's）
- 1988年 - 高島知美、野球選手
- 1989年 - いろは、グラビアアイドル
- 1989年 - 三遊亭吉馬、落語家
- 1989年 - 大竹洋平、サッカー選手
- 1989年 - 上田陵弥、サッカー選手
- 1989年 - 板根茜弥、競輪選手
- 1989年 - フレデリク・アンヴィ、元プロ野球選手
- 1990年 - 藤本大、元サッカー選手
- 1990年 - 重廣礼香、女優
- 1990年 - 林美沙希、アナウンサー
- 1990年 - 三瓶将廣、自転車競技選手
- 1990年 - 伊藤友美、タレント、元レースクイーン
- 1990年 - 藍原ことみ、声優
- 1990年 - ポール・ジョージ、バスケットボール選手
- 1990年 - ケイ・パナベイカー、女優
- 1990年 - エラスモ・ラミレス、元プロ野球選手
- 1990年 - クレーベ・ラウベ・ピニェイロ、サッカー選手
- 1991年 - 加藤みづき、女優
- 1991年 - 長谷川朋加、アナウンサー
- 1991年 - ユジョン、アイドル、ミュージシャン（Brave Girls）
- 1991年 - チョン・ジンウン、アイドル（2AM）
- 1992年 - 綾瀬みなみ、AV女優
- 1992年 - ソンミ、歌手（元Wonder Girls）
- 1993年 - 黄子韜、アイドル、俳優（元EXO）
- 1994年 - 市瀬るぽ、音楽家、ボカロP
- 1994年 - 森山恵佑、元プロ野球選手
- 1994年 - 秋山雄飛、元陸上選手
- 1995年 - 金子翔太、サッカー選手
- 1995年 - ユク・ソンジェ、アイドル、俳優、タレント（BTOB）
- 1996年 - 高橋みお、タレント、アイドル、女優、モデル
- 1996年 - 飯尾夏帆、アナウンサー
- 1996年 - 福地礼奈、アナウンサー、元アイドル（元AKB48）
- 1996年 - 鈴木順也、サッカー選手
- 1996年 - ユリアン・ブラント、サッカー選手
- 1996年 - チャープラン、元アイドル（元BNK48）
- 1997年 - 大西亜玖璃、女優、声優（虹ヶ咲学園スクールアイドル同好会）
- 1997年 - 小松美月、女優
- 1997年 - 浜崎香帆、女優、歌手（元東京パフォーマンスドール）
- 1997年 - ベンベン、アイドル（GOT7）
- 1997年 - 鈴木厚太、サッカー選手
- 1998年 - 橋本恭輔、サッカー選手
- 1998年 - 南原健太、キックボクサー、空手家
- 1999年 - 松下玲緒菜、アイドル（元まねきケチャ）
- 2001年 - 河村勇輝、バスケットボール選手
- 2001年 - 川﨑俊哲、プロ野球選手
- 2001年 - 濱野隼大、ラグビー選手
- 2003年 - 相川くるみ、女優、アイドル（FAVO♡）
- 2008年 - ソニア、タレント、女優
- 2015年 - シャーロット・オブ・ウェールズ、イギリス王族、プリンス・オブ・ウェールズ・ウィリアム夫妻の長女
- 生年不詳 - アヤ・エイトプリンス、アイドル（元BiS）
- 生年非公表 - 志村錠児、アニメーター

### 人物以外（動物など）
- 1948年 - トキノミノル、競走馬（+ 1951年）
- 1984年 - サクラスターオー、競走馬（+ 1988年）
- 1995年 - スペシャルウィーク、競走馬、種牡馬 （+ 2018年）
- 2000年 - スティルインラブ、競走馬、繁殖牝馬（+ 2007年）

## 忌日

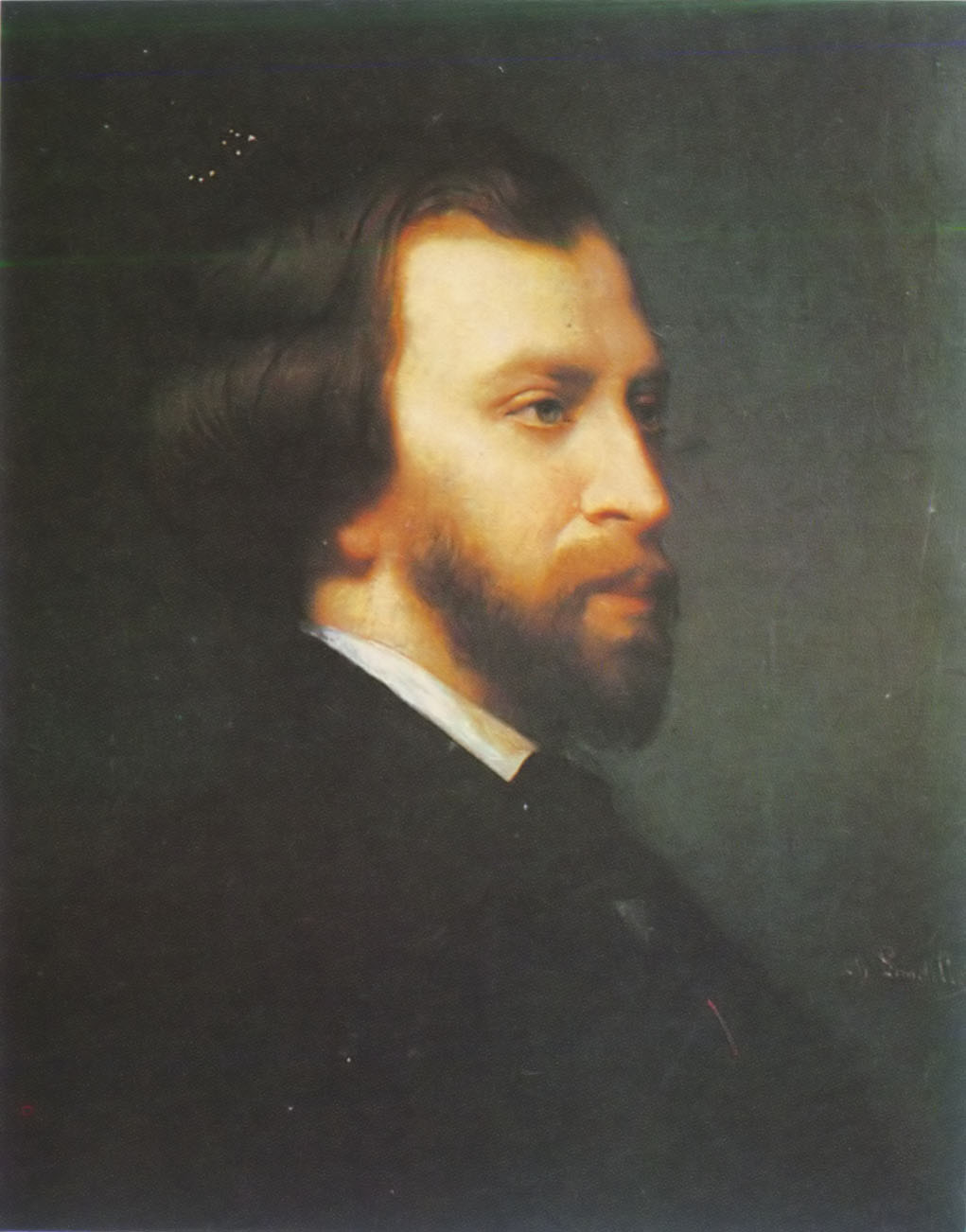
ロマン主義の劇作家アルフレッド・ド・ミュッセ(1810-1857)没。

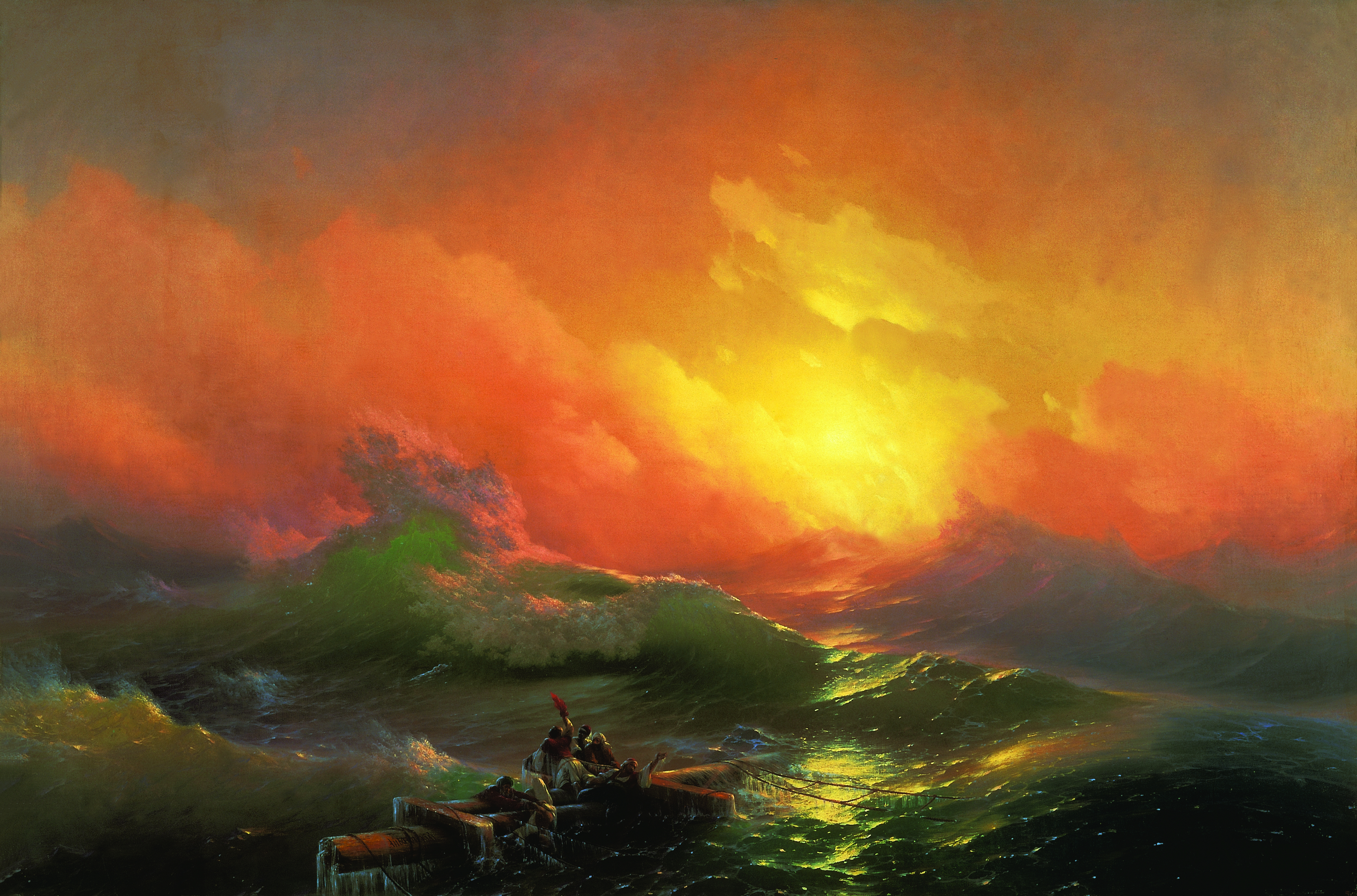
海洋画家イヴァン・アイヴァゾフスキー(1817-1900)。画像はロシア美術館所蔵『第九の波』(1850)。

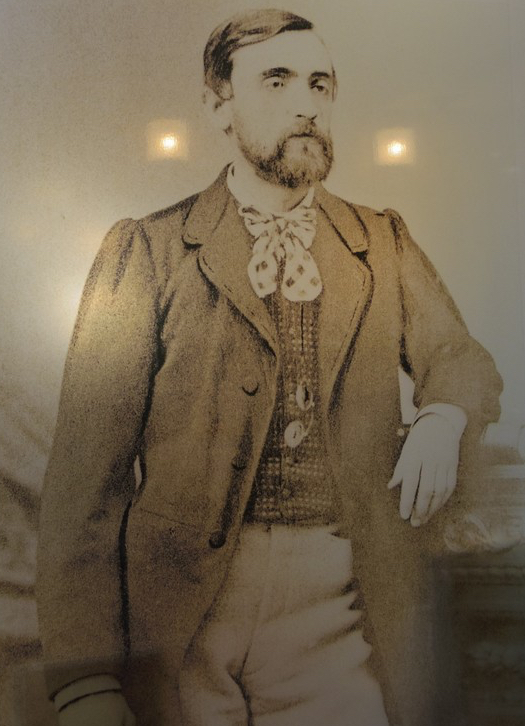
日本の近代化を支援したフランス人技術者レオンス・ヴェルニー(1837-1908)没。

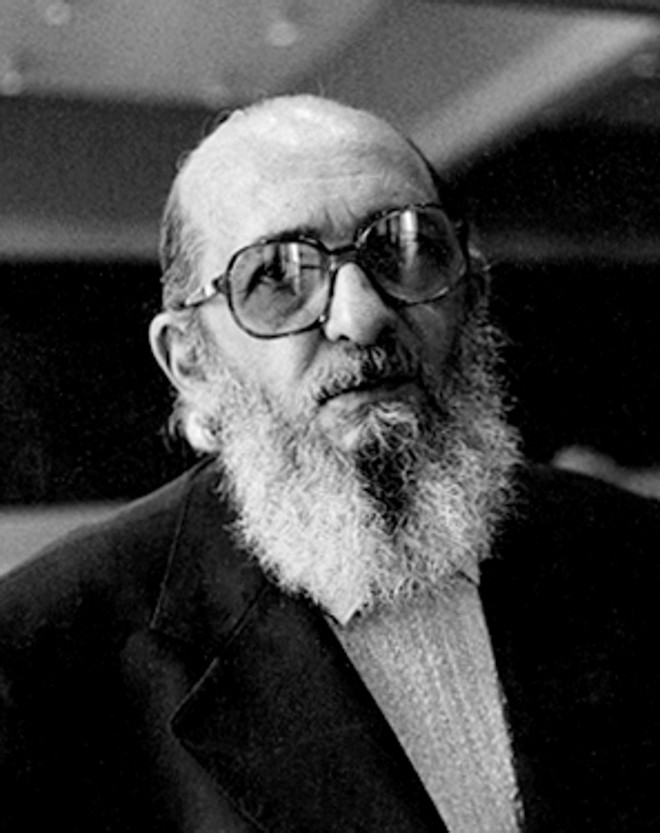
ブラジルの教育者、パウロ・フレイレ(1921-1997)没。ブラジル人の識字教育を行った。

- 373年 - アレクサンドリアのアタナシオス（聖アタナシウス）、神学者（* 298年）
- 1162年（応保2年3月17日） - 平基盛、武将（* 1139年）
- 1519年 - レオナルド・ダ・ヴィンチ、画家、科学者（* 1452年）
- 1627年 - ロドヴィコ・ヴィアダーナ、作曲家（* 1560年頃）
- 1634年 - ヤーコプ・バセヴィ、宮廷ユダヤ人（* 1580年）
- 1706年 - ゲオルク・ヨーゼフ・カメル、宣教師、植物学者（* 1661年）
- 1776年 - ロレンツォ・バルディッセーラ・ティエポロ、画家、版画家（* 1736年）
- 1782年 - ウィギリウス・エリクセン、画家（* 1722年）
- 1799年 - アンリ＝ジョゼフ・リジェル（英語版）、作曲家（* 1741年）
- 1805年 - ヴィエイラ・ポルトゥエンセ、画家（* 1765年）
- 1813年 - フェルディナント・フォン・プロイセン、プロイセンの王族（* 1730年）
- 1819年 - メアリー・モーザー、画家（* 1744年）
- 1844年 - ウィリアム・トマス・ベックフォード、作家（* 1760年）
- 1857年 - アルフレッド・ド・ミュッセ、作家（* 1810年）
- 1864年 - ジャコモ・マイアベーア、作曲家（* 1791年）
- 1900年 - イヴァン・アイヴァゾフスキー、画家（* 1817年）
- 1908年 - レオンス・ヴェルニー、建築技術者（* 1837年）
- 1908年 - シャルル・シャンベラン（英語版）、微生物学者（* 1851年）
- 1915年 - クララ・イマーヴァール、化学者（* 1870年）
- 1919年 - イーヴリン・ド・モーガン、画家（* 1855年）
- 1922年 - エイダ・ジョーンズ、メゾソプラノ歌手（* 1873年）
- 1925年 - ヨハン・パリサ、天文学者（* 1848年）
- 1931年 - マクシミリアン・リンゲルマン（英語版）、農業工学者（* 1861年）
- 1936年 - ロベルト・ミヒェルス、社会学者（* 1876年）
- 1937年 - 岩崎卓爾、民俗学者、気象観測技術者（* 1869年）
- 1940年 - 鈴木與平 (6代目)、実業家、政治家、鈴与創業者（* 1883年）
- 1944年 - 丘浅次郎、動物学者（* 1868年）
- 1945年 - マルティン・ボルマン、ナチス官房長（* 1900年）
- 1945年 - ヴァルター・ヘーヴェル、外交官（* 1904年）
- 1945年 - ルートヴィヒ・シュトゥンプフエッガー、ナチス親衛隊医師（* 1910年）
- 1946年 - サイモン・フレクスナー、医学者（* 1863年）
- 1957年 - ジョセフ・マッカーシー、政治家（* 1908年）
- 1958年 - アルフレッド・ヴェーバー、経済学者、社会学者（* 1868年）
- 1960年 - 京須行男、将棋棋士（* 1914年）
- 1964年 - ナンシー・アスター（英語版）、政治家（* 1879年）
- 1965年 - ポール・フィッツ（英語版）、心理学者（* 1912年）
- 1969年 - フランツ・フォン・パーペン、政治家（* 1879年）
- 1972年 - ジョン・エドガー・フーヴァー、米連邦捜査局長官（* 1895年）
- 1973年 - 赤間文三、政治家、公選初代大阪府知事、第24代法務大臣（* 1889年）
- 1975年 - 富永美沙子、女優、声優（* 1933年）
- 1979年 - ジュリオ・ナッタ、化学者（* 1903年）
- 1979年 - 藤本真澄、映画プロデューサー、東宝映画初代社長（* 1910年）
- 1980年 - ジョージ・パル、アニメーター、映画製作者（* 1908年）
- 1981年 - デビッド・ウェクスラー、心理学者（* 1896年）
- 1982年 - 坂本直行、画家（* 1906年）
- 1983年 - 喜志邦三、詩人、作詞家（* 1898年）
- 1985年 - 渡海元三郎、政治家、第42代建設大臣、第18代自治大臣、第32代北海道開発庁長官、札幌オリンピック担当大臣（* 1915年）
- 1986年 - ヘンリ・トイヴォネン、ラリードライバー（* 1957年）
- 1987年 - 森山欽司、政治家、第50代運輸大臣、第27代科学技術庁長官（* 1917年）
- 1989年 - 槇有恒、登山家、日本山岳会設立者、マナスル初登頂時の登頂隊長（* 1894年）
- 1989年 - 春日一幸、政治家（* 1910年）
- 1992年 - 武川寛海、音楽評論家、ベートーヴェン研究家（* 1914年）
- 1996年 - 長南恒夫、元プロ野球選手（* 1939年）
- 1997年 - ジョン・C・エックルス、医学者（* 1903年）
- 1997年 - パウロ・フレイレ、教育者（* 1921年）
- 1998年 - hide、ギタリスト、アーティスト（X JAPAN）（* 1964年）
- 1999年 - アーネスト・グロス、外交官、弁護士（* 1906年）
- 1999年 - 米沢滋、逓信官僚、工学者、元日本電信電話公社総裁（* 1911年）
- 1999年 - 永島達司、音楽プロモーター（* 1926年）
- 1999年 - オリヴァー・リード、俳優（* 1938年）
- 1999年 - 青木達之、ドラマー（東京スカパラダイスオーケストラ）（* 1966年）
- 2000年 - テリー・ソーントン、ジャズ歌手（* 1934年）
- 2002年 - 鈴木英夫、映画監督（* 1916年）
- 2003年 - 宮崎尚志、作曲家（* 1934年）
- 2003年 - 新田勝江、女優（* 1939年）
- 2005年 - 吉岡専造、写真家（* 1916年）
- 2006年 - 坂東文夫、彫刻家（* 1915年）
- 2007年 - 吉山博吉、実業家、第4代日立製作所社長（* 1911年）
- 2007年 - ジェイムズ・アベグレン、経営学者（* 1926年）
- 2009年 - 長尾靖、写真家、日本人初のピューリッツァー賞受賞者（* 1930年）
- 2009年 - ジャック・ケンプ、政治家（* 1935年）
- 2009年 - 忌野清志郎、ミュージシャン（* 1951年）
- 2010年 - 知念カマ、スーパーセンテナリアン（* 1895年）
- 2010年 - 佐藤慶、俳優、ナレーター（* 1928年）
- 2010年 - 柴田拓二、建築学者、北海道大学名誉教授、元北海道工業大学学長（* 1929年）
- 2010年 - 朝井茂治、プロ野球選手（* 1941年）
- 2010年 - リン・レッドグレイヴ、女優（* 1943年）
- 2011年 - 竹林省吾、実業家、三井石油化学工業（現・三井化学）元社長（* 1922年）
- 2011年 - レオニード・アバルキン、政治家（* 1930年）
- 2011年 - 八重樫茂生、サッカー選手、指導者（* 1933年）
- 2011年 - ウサーマ・ビン・ラーディン、アルカーイダ指導者（* 1957年）
- 2012年 - 長良じゅん、長良プロダクション会長（* 1938年）
- 2012年 - 外村彰、物理学者（* 1942年）
- 2012年 - ジュニア・セアウ、アメリカンフットボール選手（* 1969年）
- 2013年 - 滝沢健児、建築家（* 1927年）
- 2013年 - 天田忠正[13]、実業家、元白十字社長（* 1943年）
- 2013年 - 荒井由岐子、アナウンサー（* 1953年）
- 2013年 - ジェフ・ハンネマン、ギタリスト（スレイヤー）（* 1964年）
- 2014年 - エフレム・ジンバリスト・ジュニア、俳優、声優（* 1918年）
- 2014年 - モハンマド・レザー・ロトフィ、音楽家（* 1947年）
- 2014年 - ナイジェル・ステップニー、F1チームメカニック（* 1958年）
- 2015年 - マイヤ・プリセツカヤ、バレエダンサー（* 1925年）
- 2015年 - ルース・レンデル、推理作家（* 1930年）
- 2015年 - 寺田和雄、政治家、元東京都町田市長（* 1931年）
- 2015年 - 白石勝、実業家、元文藝春秋社長、元日本雑誌協会理事長（* 1939年）
- 2015年 - 柳生真吾、タレント、園芸家（* 1968年）
- 2016年 - 新屋英子、女優（* 1928年）
- 2016年 - ジョナサン・ケイナー、西洋占星術師（* 1957年）
- 2016年 - 松智洋、 ライトノベル作家、脚本家、ゲームシナリオライター（* 1972年）
- 2017年 - ハインツ・ケスラー、軍人、元ドイツ民主共和国（東ドイツ）国防大臣（* 1920年）
- 2017年 - 土門正夫、アナウンサー、スポーツキャスター（* 1930年）
- 2017年 - 松下俊男、政治家、元福岡県中間市長（* 1944年）
- 2017年 - 広瀬一郎、スポーツコンサルタント、実業家（* 1955年）
- 2018年 - ヘルマン・クレバース、ヴァイオリニスト（* 1923年）
- 2018年 - かこさとし、絵本作家、児童文学者、技術士（化学）（* 1926年）
- 2018年 - 山口勝弘、造形作家、筑波大学名誉教授、神戸芸術工科大学名誉教授（* 1928年）
- 2018年 - 熊本哲之、政治家、元世田谷区長（* 1931年）
- 2018年 - 浦野光、声優、俳優、ナレーター（* 1931年）
- 2018年 - 井上堯之、ギタリスト、作曲家、歌手、音楽プロデューサー（元ザ・スパイダース）（* 1941年）
- 2019年 - レッド・ケリー、アイスホッケー選手（* 1927年）
- 2019年 - ロルフ・エクロート、実業家、元三菱自動車社長（* 1942年）
- 2020年 - 野間美由紀、漫画家（* 1960年）
- 2020年 - 高木椋太[14]、シャンソン歌手（* 1962年）
- 2020年 - ビン・リウ、計算機科学者、生物学者（* 1982年）
- 2021年 - ボビー・アンサー、レーシングドライバー（* 1934年）
- 2021年 - 立川らく朝、落語家、医学博士（* 1954年）
- 2022年 - 伊藤正、ジャーナリスト（* 1940年）
- 2023年 - 小林辰興、銀行家、元栃木銀行頭取（* 1940年）
- 2023年 - 雑賀克郎、俳優（* 1974年）
- 2023年 - トリ・ボウイ、陸上競技選手、2016年リオデジャネイロ五輪金メダリスト（* 1990年）
- 2024年 - 小山内美江子、脚本家（* 1930年）
- 2024年 - 西脇良一、銀行家、実業家、元阪神銀行（現みなと銀行）頭取（* 1932年）
- 2024年 - ショーケ・ディクストラ、フィギュアスケーター、1964年インスブルック五輪金メダリスト（* 1942年）
- 2024年 - 上田稔夫[15]、実業家、ファイブ・フォックス創業者（* 1944年）

## 記念日・年中行事

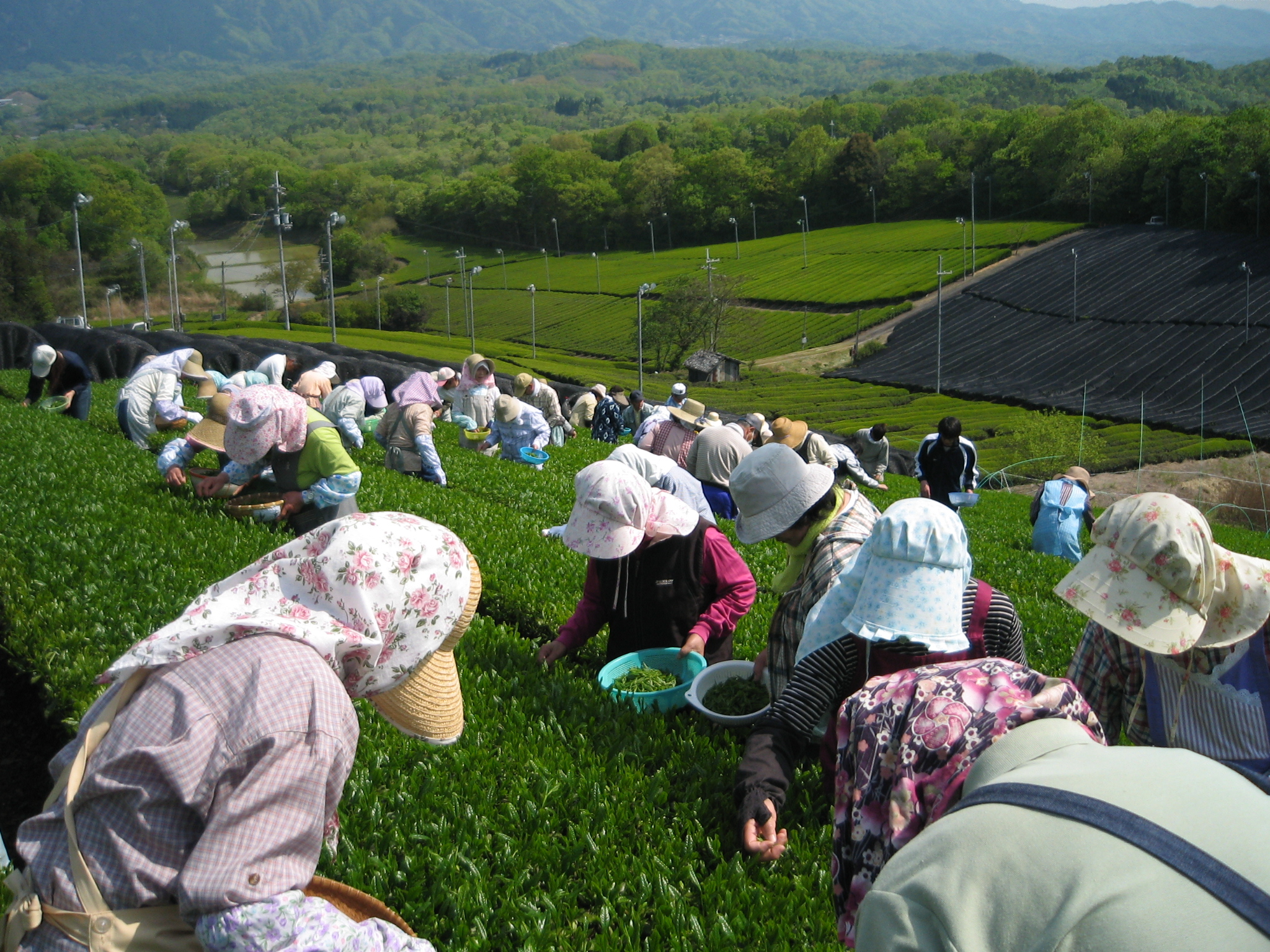
茶摘み・八十八夜

- 八十八夜（ 日本）
立春を起算日（1日目）として88日目（立春の87日後の日）にあたる雑節のひとつ。5月2日が八十八夜となるのは、平年のうち立春が2月4日となる年（年を4で割った余りが2もしくは3となる年）である。
- 緑茶の日（ 日本）（平年のみ。閏年は5月1日。）
日本茶業中央会が制定。八十八夜にちなむものであるが、八十八夜は年によって日が変わるので、平年は5月2日、閏年は5月1日に固定して実施している。
- 第3代国王誕生日・教師の日（ ブータン）
ブータンの第3代国王で「近代ブータンの父」と呼ばれるジグミ・ドルジ・ワンチュクの誕生日。
- 教師の日（ イラン）
イランの聖職者・教育者であるモルテザ・モタハーリ（英語版）が1979年に亡くなった日。
- 交通広告の日（ 日本）
「こう(5)つう(2)」（交通）の語呂合せで関東交通広告協議会が1993年に制定。
- 郵便貯金の日（郵便貯金創業記念日）（ 日本）
1875年のこの日に郵便貯金の業務が開始されたことを記念して、郵政省が1950年に制定。
- 歯科医師記念日（ 日本）
1906年のこの日に歯科医師法が施行されたことを記念して日本歯科医師会が1957年に制定[16]。

- えんぴつ記念日（ 日本）
1887年のこの日、眞崎仁六が東京の新宿に「眞崎鉛筆製造所（後の三菱鉛筆）」を創立したことに由来[17]。